# New Iberia
New Iberia (català: Nova Ibèria) és una ciutat dels Estats Units a l'estat de Louisiana. Segons el cens del 2000 tenia 32.623 habitants.

## Demografia
Segons el cens del 2000, New Iberia tenia 32.623 habitants. La densitat de població era de 1.192,8 habitants/km².
Per edats la població es repartia de la següent manera: un 29,8% tenia menys de 18 anys, un 9,7% entre 18 i 24, un 26,8% entre 25 i 44, un 20,4% de 45 a 60 i un 13,3% 65 anys o més.
L'edat mediana era de 34 anys. Per cada 100 dones de 18 o més anys hi havia 83,6 homes.
La renda mediana per habitatge era de 26.079 $ i la renda mediana per família de 30.828 $. Els homes tenien una renda mediana de 30.289 $ mentre que les dones 16.980 $. La renda per capita de la població era de 13.084 $. Entorn del 24,9% de les famílies i el 29,5% de la població estaven per davall del llindar de pobresa.

## Poblacions més properes
El següent diagrama mostra les poblacions més properes.

## Personatges il·lustres
- Kent Jude Bernard, actor de cinema i televisió i fotògraf.